# علی الزین
علی الزین (انگلیسی: Ali Ezzine؛ زادهٔ ۳ سپتامبر ۱۹۷۸) دونده دو استقامت اهل مراکش است.